# Akeld
Akeld är en ort och civil parish i Storbritannien.   Den ligger i grevskapet och kommunen Northumberland i riksdelen England, i den centrala delen av landet, 500 km norr om huvudstaden London. Akeld ligger 56 meter över havet och antalet invånare är 221.
Terrängen runt Akeld är kuperad åt sydväst, men åt nordost är den platt. Runt Akeld är det ganska glesbefolkat, med 25 invånare per kvadratkilometer. Närmaste större samhälle är Wooler, 3,9 km öster om Akeld. Trakten runt Akeld består i huvudsak av gräsmarker.